# Bermuda Hogges
Bermuda Hogges is een Bermudaanse voetbalclub uit Hamilton. De club werd opgericht in 2006 en speelt in de Amerikaanse derde klasse.

## Geschiedenis
Het team werd opgericht in 2006 door Shaun Goater, een voetballegende op Bermuda, die jarenlang in de Engelse competitie speelde. Kyle Lightbourne, die ook bij enkele Engelse clubs speelde werd trainer. De bedoeling om met het team in de Amerikaanse competitie te spelen is het verhogen van het niveau in Bermuda. De naam werd gekozen na een fanwedstrijd. Hog is een Engels woord voor zwijn.
Het team stelde een aantal internationals op en was dus een van de meest ervaren teams in de competitie. De eerste wedstrijd van het team vond plaats op 27 april 2007 tegen de Harrisburg City Islanders voor 1500 fans. De Hogges waren echter niet sterk genoeg voor de competitie en wonnen slechts drie van de twintig wedstrijden en eindigden laatste. Gezien er geen promotie of degradatie is in de competitie deed de club in 2008 opnieuw mee.
De Hogges deden het opnieuw slecht, al eindigden ze wel voor de Real Maryland Monarchs.

## Bekende (ex-)spelers
- Nahki Wells